# ActivityPub

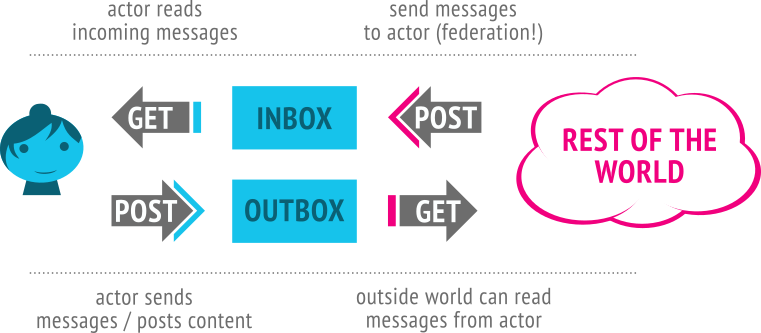
原理

ActivityPub是一個基於Pump.io的ActivityPump協議的一個開放源代碼、去中心化的通信協議。它爲創作、更新和刪除資料提供一個主從式架構API，正如一個爲了傳輸消息和資料的邦聯的伺服器對伺服器API。

## 專案狀態
ActivityPub是爲了在万维网联盟（W3C）的社交網絡羣體的網絡的一個標準。在早期階段，協議的名稱是“ActivityPump”，但可以感覺到ActivityPub更好地傳遞了該協議的跨越式發布的目的。它學習了名爲OStatus的老一代標準的經驗。
在2018年1月，万维网联盟（W3C）當作推薦之一發佈了ActivityPub標準。
W3C社交社區小組每年組織一次免費會議，討論ActivityPub的未來。
前Diaspora社群經理Sean Tilley撰寫了一篇文章，暗示ActivityPub協議最終可能提供一種聯合網際網路平台的方法。

## 外部鏈接
- 官方网站